# Parc Park Road
El Parc Park Road és un parc urbà de 49,37 hectàrees d'extenció, situat al número 6220 de Park Road al veïnat Closeburn-Glenkirk de Charlotte, a Carolina del Nord.
El Parc Park Road compta amb 8 pistes de bàsquet, 2 piscines, 6 camps de beisbol, 5 àrees de pícnic, una pista de voleibol, parcs infantils, rutes de senderisme, pistes de tennis, i un llac de 4.45 hectàrees. El Charlotte-Mecklenburg Parks & Recreation Department gestiona 36 pistes de tennis al Parc Road Park, 12 de les quals estan il·luminades i es troben entre les millors de Charlotte.
L'equip de softbol de la Queens University of Charlotte disputa tots els seus partits com a local al parc. Cada any se celebra al parc el festival per nens Fall Fun Fest organitzar pel Charlotte Speech and Hearing Center (en català, Centre d'Audició i Parla de Charlotte). A més, dins el parc, al número 5300 de Closeburn Road, hi ha un centre de reciclatge de deixalles.

## El problema dels castors
Els castors han fixat la seva residència a l'estany central del parc, fet que la Divisió de Reserves i Recursos Naturals del Comtat de Mecklenburg ha considerat un problema. S'ha considerat una qüestió de seguretat, al observar que els castors estan destruint la vegetació de les ribes del llac. En aquest sentit el comtat ha treballat per restaurar la vegetació, i ha contractat d'agents de control de la fauna silvestre per atrapar i matar els castors. Un portaveu va dir: "Tot i que el departament tenia com un dels objectius mantenir la vida silvestre als parcs, aquesta va ser una d'aquelles situacions en què realment cal desfer-se dels castors."
Un conflicte similar entre la vida silvestre i la gestió d'un parc urbà té lloc amb l'oca del Canadà al parc Freedom de Charlotte.